# Thee Headcoatees
Thee Headcoatees est un groupe féminin de garage rock britannique, originaire de Chatham, Kent, en Angleterre. Il se compose de chanteuses britanniques, qui se nomment d'abord The Delmona Five, puis The Delmonas, qui jouaient durant les années 1990. Leurs enregistrements sont produits par Billy Childish et les voix sont accompagnées par les musiciens de Thee Headcoats. Les membres du groupe sont Holly Golightly, Kyra LaRubia, Ludella Black et Bongo Debbie, avant leur séparation en 1999.

## Biographie
Thee Headcoatees est formé en 1991 par Billy Childish comme groupe choral pour son groupe Thee Headcoats. L'ancien groupe de Ludella Black, The Delmonas jouait dans la même branche que les premiers groupes de Childish, à commencer par The Milkshakes. Leurs chansons sont principalement écrites par Billy Childish et sont des chansons qui ne convenaient pas à ses propres groupes.  Elles ont enregistré deux albums et quelques EP entre 1984 et 1987. Après une participation de Holly Golightly au sein de Thee Headcoats, Childish l'ajoute à la formation des Delmonas ; peu après le groupe se rebaptise Thee Headcoatees.
En 1991, le groupe publie son premier album, Girlsville, au label Hangman Records. En 1998, Debbie Green quitte le groupe qui devient un trio.Ce trio enregistre un dernier album, Here Comes Cessation. Thee Headcoatees continue de tourner avec Thee Headcoats jusqu'à sa séparation en 1999. Holly Golightly poursuivra une carrière solo, enregistrant plus d'une dizaine d'albums, et s'associera aux groupes The Greenhornes et The White Stripes

## Discographie
- 1991 : Girlsville[3]
- 1992 : Have Love Will Travel[4]
- 1994 : Ballad of the Insolent Pup[5]
- 1997 : Bozstik Haze[6]
- 1997 : Punk Girls[7]
- 1999 : Here Comes Cessation[8]
- 1999 : The Sisters of Suave (compilation)[9]